# Ификрат Младший
Ификрат Младший (др.-греч. Ἰφικράτης) — афинский дипломат IV века до н. э. Сын знаменитого военачальника Ификрата.
О жизни Ификрата известно немногое. Афиняне отправили его послом к персидскому царю Дарию III, однако вскоре он попал в плен к македонянам. Александр Македонский в знак уважение перед памятью отца Ификрата, не только помиловал афинского посла, но и оставил при своём дворе, где окружил соответствующими почестями.

## Биография
Ификрат родился в семье знаменитого афинского военачальника Ификрата и одрисской царевны Фрессы, дочери или сестры фракийского царя Котиса I около 370 года до н. э.
Ификрат был направлен афинянами послом к персидскому царю Дарию III. Точное время отправки посольства неизвестно, но, по мнению И. Г. Дройзена, это произошло не ранее 333 года до н. э. После поражения в том же году персов в сражении при Иссе, по свидетельству Арриана, Ификрат вместе с фиванцами Фессалиском и Дионисодором и спартанцем Эвфиклом попал в руки Пармениона в Дамаске. Квинт Курций Руф, за исключением самого Ификрата, называет иные имена (афиняне Аристогитон и Дронид; спартанцы Павсипп, Ономасторид, Моним и Калликратид), но, по мнению В. Хеккеля, речь здесь идёт о членах другого посольства, схваченного уже после смерти Дария III в 330 году до н. э. Александр Македонский милостиво отнёсся к Ификрату из-за уважения к его отцу и, «чтобы дать афинянам доказательство своей снисходительности», оставил при себе. Однако вскоре после этого Ификрат умер от болезни. Его останки по распоряжению македонского царя были отправлены к родственникам в Афины.

## В литературе
Эпизод с пленными послами из греческих городов к Дарию III и Александром отображён в романе Л. Ф. Воронковой «В глуби веков».